# Equisetopsida
Classe
Classification Tropicos
Classe
Les Equisetopsida sont une classe de plantes. 
Elle désigne dans un premier temps la classe contenant les prêles, au sein des Ptéridophytes (Pteridophytina). Elle peut être synonyme de la sous-classe des Equisetidae selon NCBI (23 avril 2019), ou de la classe des Equisetophyceae selon Paleobiology Database (23 avril 2019).
Dans la classification APG III selon Chase et Reveal (2009), suivie par Tropicos (23 avril 2019), c’est la classe de l'ensemble des plantes terrestres (les Embryophytes).

## Liste des ordres
Selon BioLib (23 avril 2019), la classe des Equisetopsida est placée dans la division des Monilophyta et contient : 
- ordre des Equisetales DC. ex Bercht. & J.Presl
- ordre des Pseudoborniales Nathorst. †
- ordre des Sphenophyllales Seward †

Selon Paleobiology Database (23 avril 2019), la classe des Equisetopsida est placée, avec les classes des Asterocalamitopsida et des Calamitopsida, dans la division des Equisetophyta et elle contient : 
- ordre des Echinostachyales
- ordre des Equisetales
- ordre des Gondwanostachyales
- ordre des Sphenophyllales

Selon NCBI (23 avril 2019), la classe des Equisetopsida est un synonyme de la sous-classe des Equisetidae dans la classe des Polypodiopsida et elle contient : 
- ordre des Equisetales DC. ex Bercht. & J.Presl, 1829

Selon la classification APG III selon Chase et Reveal (2009) : 
- sous-classe des Anthocerotidae Engl., in H.G.A. Engler & K.A.E. Prantl, Nat. Pflanzenfam. I, 3: 1, 6. 10 Oct 1893.
- sous-classe des Bryidae Engl., Syllabus: 47. Apr 1892.
- sous-classe des Marchantiidae Engl., in H.G.A. Engler & K.A.E. Prantl, Nat. Pflanzenfam. I, 3: 1, 5. 10 Oct 1893.
- sous-classe des Lycopodiidae Beketov, Kurs Bot. 1: 115. 1863.
- (monilophytes)
  - sous-classe des Equisetidae Warm., Osnov. Bot.: 221. 22–28 Apr 1883.
  - sous-classe des Marattiidae Klinge, Fl. Est-Liv-Churland 1: 93. 22–28 Jun 1882
  - sous-classe des Ophioglossidae Klinge, Fl. Est-Liv-Churland 1: 94. 22–28 Jun 1882.
  - sous-classe des Polypodiidae Cronquist, Takht. & Zimmerm., Taxon 15: 133. Apr 1966.
  - sous-classe des Psilotidae Reveal, Phytologia 79: 70. 29 Apr 1996.
- (gymnospermes)
  - sous-classe des Ginkgooidae Engl., in H.G.A. Engler & K.A.E. Prantl, Nat. Planzenfam. Nacht. 1: 341. Dec 1897.
  - sous-classe des Cycadidae Pax, in K.A.E. Prantl, Lehrb. Bot., ed. 9: 203. 5 Apr 1894.
  - sous-classe des Pinidae Cronquist, Takht. & Zimmerm., Taxon 15: 134. Apr 1966.
  - sous-classe des Gnetidae Pax, in K.A.E. Prantl, Lehrb. Bot., ed. 9: 203. 5 Apr 1894.
- (angiospermes)
  - sous-classe des Magnoliidae Novák ex Takht., Sist. Filog. Cvetk. Rast.: 51. 4 Feb 1967.